# Ладонь (единица измерения)
Ладо́нь — единица измерения расстояния, равная четырём дюймам или 10,16 сантиметра. В древнерусской системе мер это мера длины для обозначения размера, равного ширине ладони.
Ещё несколько:
- palm (голландский) = 10 см;
- palm (Великобритания, римский минор) = 7,5 см;
- palm (США, римский майор) = 22,86 см;
- palmo (португальский) = 22 см;
- palmo (испанский) = 20 см;
- palmo (Техас) = 22,17 см;
- тефах (Иудея) = ширина 4 сомкнутых пальцев, ок. 8 см.